# The Mastermind
Pour plus de détails, voir Fiche technique et Distribution.
The Mastermind est un film américain écrit et réalisé par Kelly Reichardt et sorti en 2025. Il met en scène Josh O'Connor, Alana Haim et John Magaro.
Le film est présenté en compétition officielle au Festival de Cannes 2025.

## Synopsis
Vers 1970, dans un recoin paisible du Massachusetts. Un homme prépare un braquage dans le monde de l'art, dans le contexte de la guerre du Vietnam et du mouvement de libération des femmes.

## Fiche technique
- Titre original : The Mastermind
- Réalisation et scénario : Kelly Reichardt
- Musique : Rob Mazurek
- Direction artistique : N/A
- Décors : Anthony Gasparro
- Costumes : Amy Roth
- Photographie : Christopher Blauvelt
- Montage : Kelly Reichardt
- Production : Neil Kopp, Vincent Savino, Anish Savjani et Sam Tischler
- Sociétés de production : FilmScience, MUBI et UTA Independent Film Group
- Société de distribution : MUBI (Monde) ; Condor Distribution (France)
- Budget : N/A
- Genre : drame, casse
- Durée : 110 minutes
- Dates de sortie :
  - France : 23 mai 2025 (Festival de Cannes 2025)

## Distribution
- Josh O'Connor : James Blaine Mooney
- Alana Haim : Terri Mooney
- John Magaro : Fred
- Hope Davis : Sarah Mooney
- Bill Camp : Bill Mooney
- Gaby Hoffmann : Maude
- Eli Gelb
- Cole Doman
- Javion Allen
- Matthew Maher
- Rehnzy Feliz

## Production
En septembre 2024, il est annoncé que l'acteur Josh O'Connor sera à l'affiche du prochain film de Kelly Reichardt. Il se concentrera sur la vie d'un voleur d'œuvres d'art dans le contexte de la guerre du Viêt Nam. En octobre 2024, Alana Haim et John Magaro rejoignent l'équipe. Le tournage débute en octobre 2024 et s'achève en novembre 2024 dans les villes d'Hamilton et de Cincinnati, dans l'Ohio.

## Distinctions

### Sélections
- Festival de Cannes 2025 : sélection officielle, en compétition